# Via Appia
La via Appia era una strada romana che collegava Roma a Capua. Fu poi prolungata nei secoli successivi fino a Brundisium (Brindisi), porto tra i più importanti dell'Italia antica, da cui avevano origine le rotte commerciali per la Grecia e l'Oriente. Considerata dai Romani la regina viarum (regina delle strade), è universalmente ritenuta, in considerazione dell'epoca in cui fu realizzata (fine IV secolo a.C. - III sec. a.C.), una delle più grandi opere di ingegneria civile del mondo antico per l'enorme impatto economico, militare e culturale che essa ha avuto sulla società romana.
Larghi tratti della strada, particolarmente nel suburbio della città di Roma, sono ancora oggi conservati e percorribili nonché meta di turismo archeologico. L'attuale strada statale 7 riprende in gran parte il percorso della via antica, di cui ha ereditato anche il nome.
Nel luglio 2024, nel corso della 46ª sessione del Comitato UNESCO, la via Appia – comprensiva del tracciato dell'Appia Antica e della sua variante via Appia Traiana – è stata riconosciuta patrimonio dell'umanità sotto la dicitura "Via Appia. Regina Viarum".

## Storia

### Antichità
I lavori per la costruzione iniziarono nel 312 a.C. per volere del censore Appio Claudio Cieco (Appius Claudius Caecus, importante esponente della gens Claudia), che fece ristrutturare e ampliare una strada preesistente che collegava Roma ai Colli Albani, prolungandola fino a Capua, da alcuni anni posta sotto il controllo romano. Alla metà del III secolo a.C. il tragitto fu esteso fino a Maleventum, in cui erano stati da poco dedotti coloni romani, che nello stesso periodo mutò il nome in Beneventum (Benevento). I lavori di costruzione si protrassero durante la seconda metà del III secolo a.C., quando fu raggiunta Tarentum (Taranto), e poi fino a verso il 190 a.C., epoca in cui fu completato il percorso fino al porto di Brundisium (Brindisi).
La funzione primaria del tracciato era di garantire un rapido movimento delle truppe verso l'Italia meridionale, al fine di consolidare il dominio di Roma su quella parte della penisola. Essa tuttavia divenne fin dal principio una fondamentale via di commercio, facilitando l'afflusso nell'Urbe di prodotti di alto artigianato realizzati nelle fiorenti città della Magna Grecia. Inoltre l'accorciamento dei tempi di viaggio tra Roma e i grandi centri del Mezzogiorno nonché la maggiore comodità e sicurezza del percorso determinarono in breve una grande apertura dei ceti abbienti della società romana verso la cultura greca: nei decenni successivi alla costruzione della strada si diffusero gradualmente a Roma il teatro e la conoscenza della lingua greca e crebbe l'apprezzamento per l'arte e la letteratura ellenica; nuove dottrine filosofiche (pitagorismo) e religiose si diffusero tra i Romani.
Nel 71 a.C. i circa 6 000 schiavi ribelli guidati dal celebre Spartaco, catturati in battaglia, furono crocifissi lungo la strada nel tratto da Roma a Capua, come monito per gli schiavi presenti sul territorio italiano.
La strada fu restaurata e ampliata durante il governo degli imperatori Augusto, Vespasiano, Traiano e Adriano. L'imperatore Traiano fece anche realizzare, tra il 108 e il 110, una diramazione denominata via Appia Traiana, che da Benevento raggiungeva Brindisi attraversando l'Apulia con un nuovo percorso in gran parte vicino alla costa e pianeggiante.

### Medioevo
Dopo la caduta dell'Impero romano d'Occidente (476) la mancanza di opere di manutenzione provocò l'abbandono graduale di segmenti del percorso, sostituito ormai dalla via Traiana. Nel 535 lo storico bizantino Procopio la descrive tuttavia ancora in buono stato di conservazione.

### Età moderna
Nel 1574, per ordine di Gregorio XIII, fu tracciata la via Appia Nuova (allora chiamata via Campana), che - partendo da porta San Giovanni, appositamente aperta allo scopo - riprendeva per le prime tre miglia il tracciato dell'antica via Asinaria e costeggiava l'Appia Antica. In occasione del Giubileo del 1700, Innocenzo XII aprì la via che congiunge l'Appia Antica a quella nuova, detta Appia Pignatelli dal cognome del pontefice. Altre modifiche alla viabilità si ebbero nel 1784, sotto Pio VI.

### Età contemporanea

La via Appia Antica in una foto degli anni 1930

Negli anni 1950 e 1960 lungo il tratto iniziale della via si realizzarono ville esclusive che divennero residenza dell'alta società della Capitale. Le necessità di tutela del patrimonio storico-archeologico e paesaggistico legati alla strada antica portarono nel 1988 all'istituzione del parco regionale dell'Appia Antica, anche allo scopo di preservare dalla speculazione edilizia il territorio attraversato dalla strada da Porta San Sebastiano alle falde dei Colli Albani.
Ampi tratti della strada sono ancora conservati nel Lazio, in Campania, in Basilicata e in Puglia; inoltre il medesimo tracciato è in parte tuttora in uso per il traffico automobilistico (come nell'Agro Pontino). Ben noto è sempre stato il percorso della via Appia negli attuali Lazio e Campania, mentre la precisa localizzazione della via Appia in Basilicata e Puglia era ignota.
Nel Novecento, Giuseppe Lugli rintracciò, con la tecnica allora innovativa della fotogrammetria, quello che probabilmente era il percorso della via Appia da Gravina in Puglia fino a Taranto. Giuseppe Lugli, analizzando gli scatti fotogrammetrici della zona, notò il tragitto di un tratturo chiamato la "Tarantina", il cui percorso seguiva la centuriazione e che, secondo Lugli, era ciò che restava della via Appia (considerato che i percorsi delle antiche arterie romane continuarono a essere usati nel corso del Medioevo). A conferma di ciò vi è anche la presenza di ingenti ritrovamenti archeologici in quella zona (tra i quali l'antico insediamento di Jesce).
Analizzando le distanze dell'Itinerarium Antonini, Lugli assegnò anche i toponimi Blera e Sublupatia rispettivamente a Murgia Catena e a Taverna (tra Masseria S. Filippo e Masseria S. Pietro). Il toponimo Murgia Catena definiva un'area molto vasta, tale da non consentire una definizione univoca della stazione della via Appia. Luciano Piepoli, in seguito, basandosi sulle distanze fornite nell'Itinerarium Antonini e su recenti rinvenimenti archeologici, ha proposto di assegnare al toponimo Silvium la zona "Santo Staso", assai vicina a Gravina in Puglia, a Blera l'area di Masseria Castello e a Sublupatia la masseria Caione.
Il toponimo "Purgatorio", usato per uno o più punti dell'antica via Appia, è stato oggetto di studio di qualche studioso, che ha ipotizzato possa essere la distorsione del termine latino praetorium.

### La riscoperta
Considerato l'interesse storico e la mole dei beni archeologici presenti lungo la via antica, nella seconda metà del XX secolo fu più volte proposta l'istituzione di un'area protetta, che permettesse di preservare e fruire di tali ricchezze: celebri furono le battaglie promosse da Antonio Cederna. A compimento di tale percorso, il 10 novembre 1988 fu istituito dalla regione Lazio il parco regionale dell'Appia Antica, che si estende su un'area di circa 4580 hm² e ricadente nei comuni di Roma, Ciampino e Marino. Di fatto coincidente con il territorio del parco regionale è il parco archeologico dell'Appia Antica, istituito nel 2016 dal Ministero per i beni e le attività culturali al fine di tutelare e valorizzare i monumenti antichi dell'area.
Nel luglio 2024, nel corso della 46ª sessione del Comitato UNESCO, i più significativi tratti della via Appia Antica e della via Appia Traiana sono stati riconosciuti patrimonio dell'umanità sotto la dicitura complessiva di "Via Appia. Regina Viarum".

## Descrizione

### Percorso

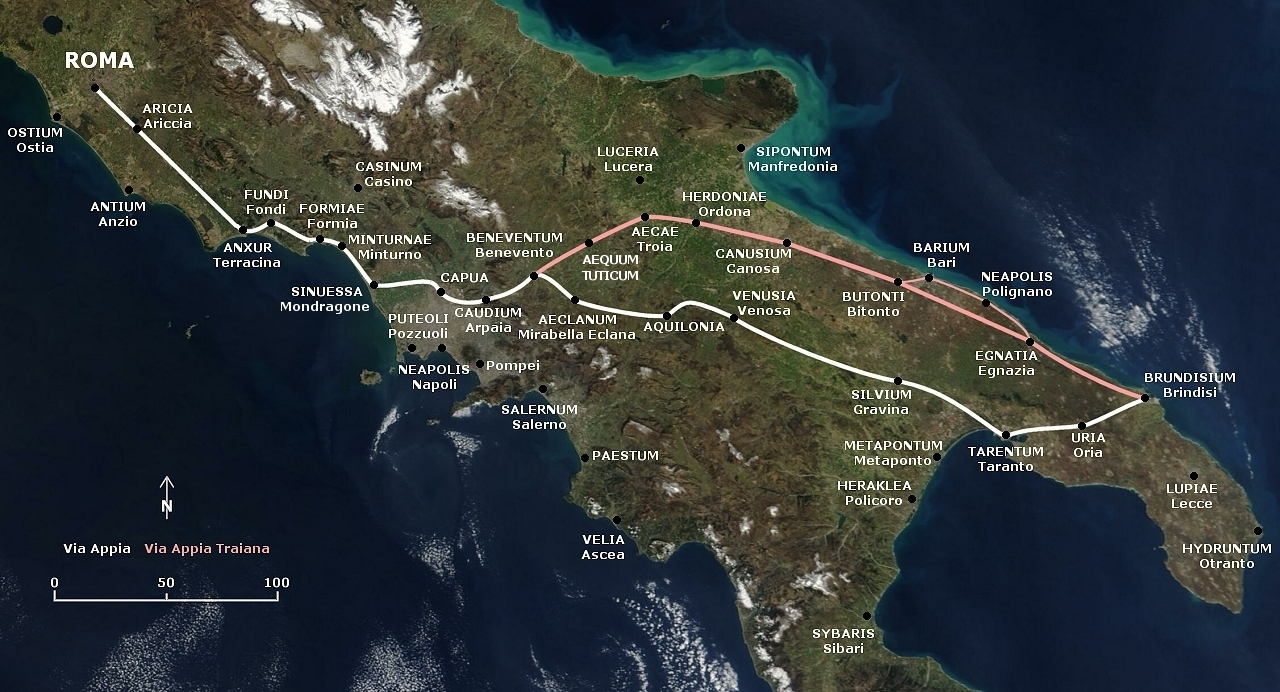
I tracciati: in bianco la via Appia, in rosso la via Traiana

Il percorso originario dell'Appia Antica, partendo da Porta Capena, vicino alle Terme di Caracalla, collegava l'Urbe a Capua (Santa Maria Capua Vetere) passando per Aricia (Ariccia), Forum Appii, Anxur (Terracina) nei pressi del fiume Ufente, Fundi (Fondi), Itri, Formiae (Formia), Minturnae (Minturno) e Sinuessa (Sessa Aurunca).
Da Capua proseguiva poi per Vicus Novanensis (Santa Maria a Vico) e, superando la stretta di Arpaia, raggiungeva, attraverso il ponte sul fiume Isclero, Caudium (Montesarchio) e di qui, costeggiando il monte Mauro, scendeva verso Apollosa e il torrente Corvo, su cui, a causa del corso tortuoso di questo, passava tre volte, utilizzando i ponti in opera pseudoisodoma di Tufara Valle, di Apollosa e Corvo, i primi due a tre arcate e l'ultimo a due. Essi furono distrutti durante la seconda guerra mondiale, e solo quello di Apollosa è stato ricostruito fedelmente.
È dubbio quale percorso seguisse l'Appia da quest'ultimo ponte fino a Benevento; rimane però accertato che essa vi entrava passando sul Ponte Leproso o Lebbroso, come indicato da tracce di pavimentazioni che conducono verso il terrapieno del tempio della Madonna delle Grazie, da cui poi proseguiva nel senso del decumano, cioè quasi nel senso dell'odierno viale San Lorenzo e del successivo corso Garibaldi, per uscire dalla città a oriente e proseguire alla volta di Aeclanum (presso l'attuale Mirabella Eclano), come testimoniano fra l'altro sei cippi miliari conservati nel museo del Sannio.
Superata Aeclanum (nota anche come Aeculanum), la strada giungeva nella valle dell'Ufita ove, presso la località Fioccaglie di Flumeri, si rinvengono i resti di un insediamento graccano denominato probabilmente Forum Aemilii. Da tale centro abitato si dipartiva infatti una diramazione, la via Aemilia diretta ad Aequum Tuticum e probabilmente nell'Apulia adriatica.
L'Appia raggiungeva invece il mar Ionio a Tarentum (Taranto), passando per Venusia (Venosa) e Silvium (Gravina). Poi svoltava a est verso Rudiae (Grottaglie) transitando per una stazione di posta presente nella città di Uria (Oria) e, da qui, terminava a Brundisium (Brindisi, nell'allora Calabria) dopo aver toccato altri centri intermedi.
In epoca imperiale la Via Appia Traiana avrebbe poi collegato, in maniera più lineare, Benevento con Brindisi passando per Aequum Tuticum (presso Ariano Irpino), Aecae (Troia), Herdonias (Ordona), Canusium (Canosa) e Barium (Bari).

### Tecniche di realizzazione

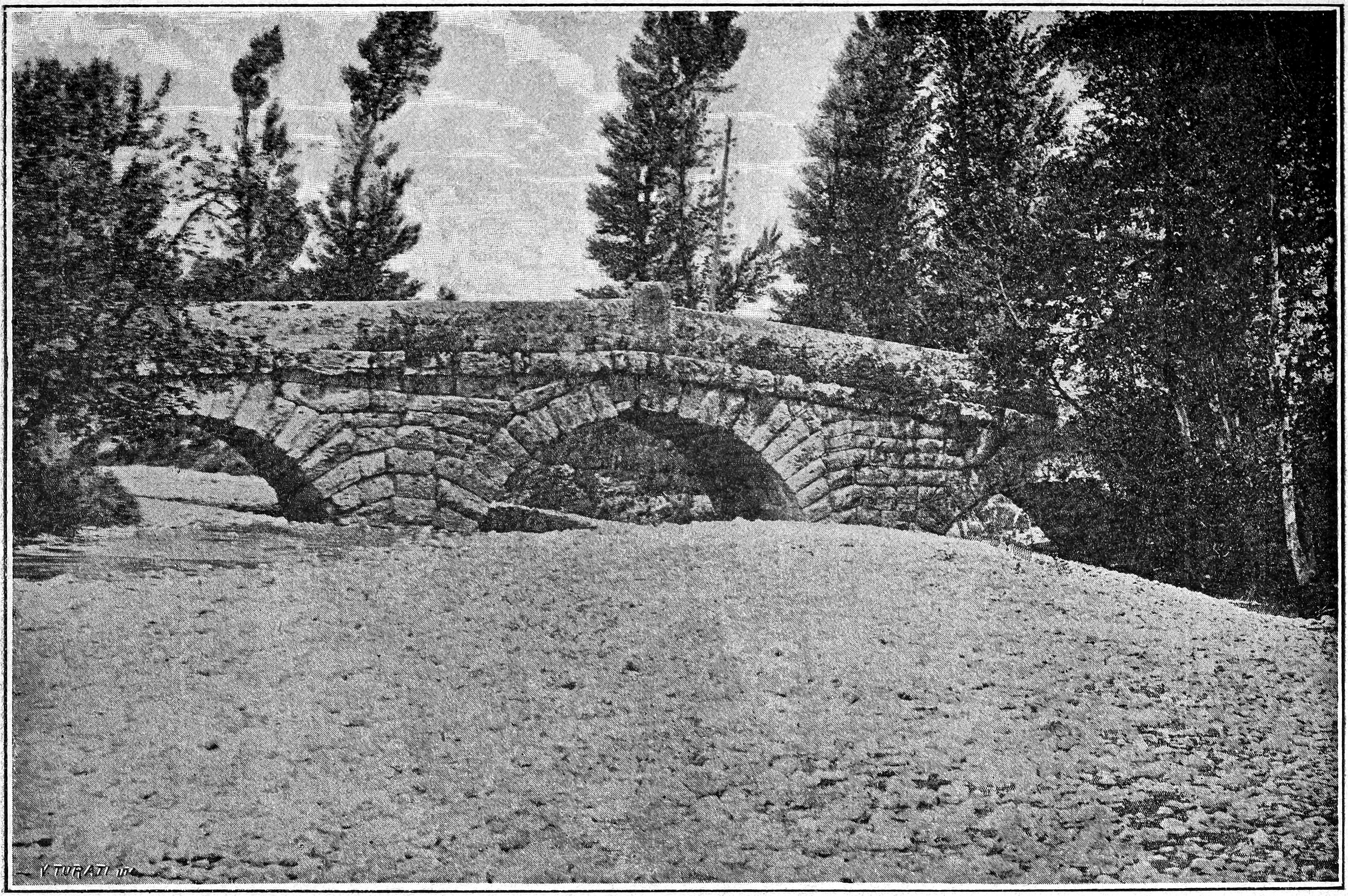
Il ponte di Tufara Valle alla fine del XIX secolo

La strada fu costruita con estrema perizia e precisione, impiegando il massimo delle conoscenze tecnologiche e ingegneristiche disponibili all'epoca, tanto da essere percorribile con ogni tempo e mezzo. Se sul semplice sterrato, infatti, gli agenti atmosferici, primo fra tutti la pioggia, rendevano in alcuni periodi dell'anno difficile il cammino dei mezzi su ruote, la presenza dell'originaria pavimentazione in pietrisco (glareatum) facilitava la circolazione in qualunque condizione meteorologica, favorendo il drenaggio dell'acqua attraverso gli strati inferiori in cui le pietre erano allettate.
A partire dal 258 a.C. (intervento dei fratelli Ogulni) si provvide gradualmente a dotare la strada di una pavimentazione più evoluta, con grandi pietre levigate di pietra vulcanica (basoli), fatte combaciare al momento della posa, sbozzandole e colmando eventuali spazi residui con piccole zeppe di pietra. Il basolato poggiava su vari strati di pietrisco e di terra, stesi secondo un ordine studiato per colmare la trincea artificiale scavata preliminarmente, secondo un sistema che assicurava un drenaggio ottimale delle acque meteoriche. La nuova tecnica divenne poi lo standard per la costituzione della capillare rete stradale del mondo romano.
Con un percorso il più possibile rettilineo e con una larghezza di circa 4,1 metri (14 piedi romani), misura che permetteva la circolazione nei due sensi di marcia, affiancata sui lati da crepidines (marciapiedi) per il percorso pedonale, l'Appia si meritò ben presto l'appellativo di regina delle strade (regina viarum). Sulla Via Appia apparvero per la prima volta le pietre miliari.

## Monumenti e luoghi d'interesse lungo il percorso
Nel tratto incluso nei confini di Roma Capitale (I-IX miglio)
I miglio

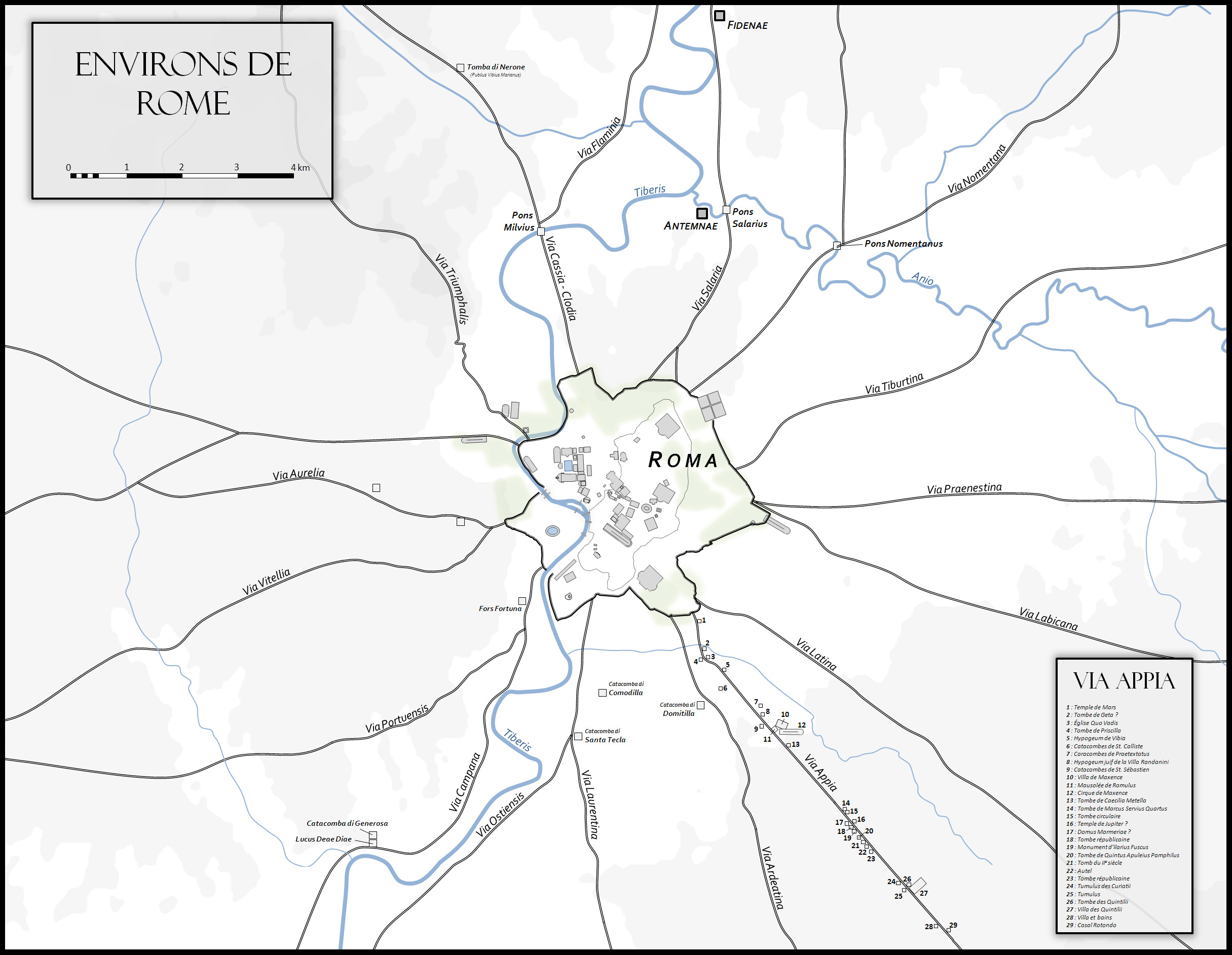
I principali monumenti lungo la via Appia, nei dintorni di Roma

La via partiva originariamente da Porta Capena, in seguito da Porta Appia.
- Porta Capena nelle Mura serviane (non più esistente)
- Terme di Caracalla
- Chiesa dei Santi Nereo e Achilleo
- Chiesa di San Cesareo de Appia
- Casina del Cardinal Bessarione
- Oratorio dei Sette Dormienti
- Sepolcro degli Scipioni
- Colombari di Vigna Codini
- Arco di Druso
- Porta Appia nelle Mura aureliane (nel Medioevo ribattezzata Porta San Sebastiano)

II-IX miglio (da Porta San Sebastiano a Bovillae)

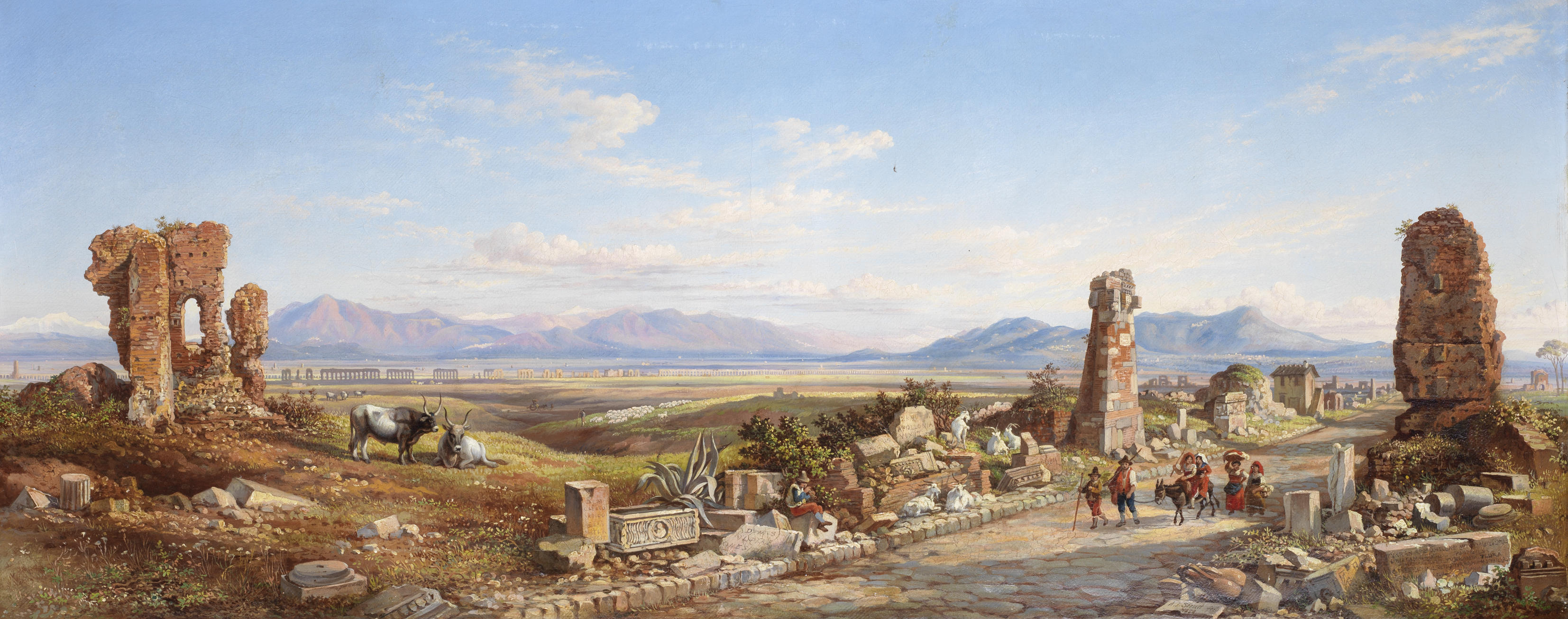
Viandanti sull'Appia Antica. Dipinto del 1858 di Arthur John Strutt-

- Area archeologica del viadotto di via Cilicia
- Fiume Almone
- Santuario di Marte Gradivo
- Tomba di Geta
- Sepolcro di Priscilla
- Chiesa del Domine quo vadis
- Incrocio con via Ardeatina
- Villa dei mosaici dei tritoni
- Cappella di Reginald Pole
- Incrocio con via della Caffarella[10]
- Colombario dei liberti di Augusto
- Ipogeo di Vibia
- Catacombe di San Callisto
- Incrocio con via Appia Pignatelli[11]
- Basilica di San Sebastiano fuori le mura e catacombe di San Sebastiano
- Complesso della villa di Massenzio (con palazzo, circo e mausoleo); sepolcro dei Servilii
- Casale di Romavecchia
- Mausoleo di Cecilia Metella e Castrum Caetani
- Chiesa di San Nicola a Capo di Bove
- Capo di Bove
- Forte Appia Antica
- Mausoleo di Sant'Urbano martire
- Sepolcro di Hilarus Fuscus
- Tumuli cosiddetti degli Orazi e Curiazi
- Villa dei Quintili
- Casal Rotondo
- Acquedotto dei Quintili
- Sepolcro del vaso di alabastro (VII miglio)
- Tempio di Ercole (VIII miglio)
- Berretta del prete
- Mausoleo di Gallieno (IX miglio)

IX-XI miglio

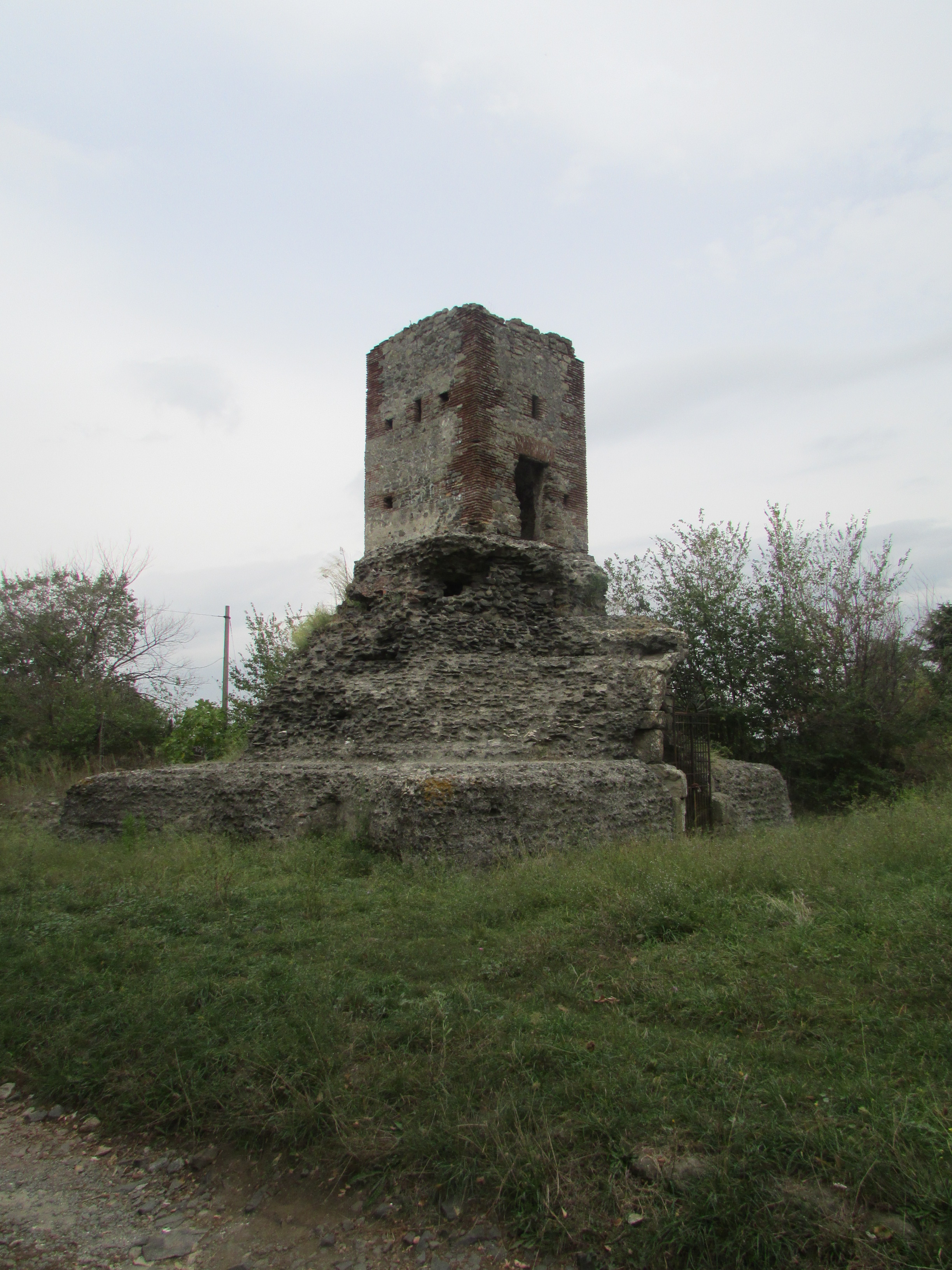
Torre Leonardo: torretta innestata su un antico sepolcro romano a Frattocchie di Marino (m. XI Appia Antica, km 19 Appia Nuova).

I comuni interessati sono Ciampino e Marino (nelle sue località Santa Maria delle Mole e Frattocchie):
- Sepolcro a tumulo "Monte di Terra"
- Mausoleo circolare "La Mola" (a Santa Maria delle Mole, non molto lontano dalla stazione ferroviaria)
- Sepolcro con torretta a Frattocchie (XI miglio)

All'XI miglio, presso Frattocchie, questo primo tratto superstite dell'Appia Antica si unisce alla via Appia Nuova.

## Galleria d'immagini

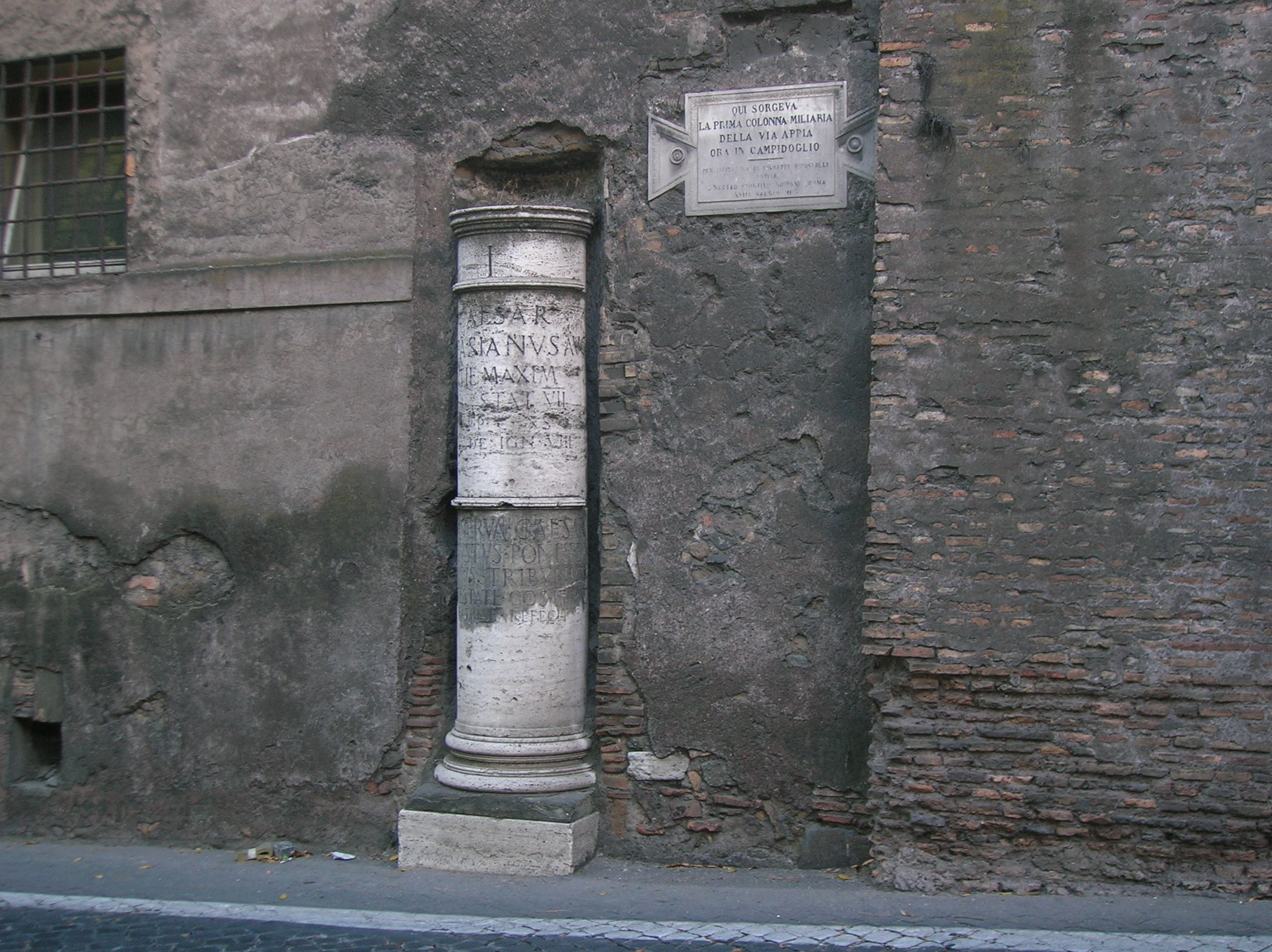
Prima pietra miliare (riproduzione)
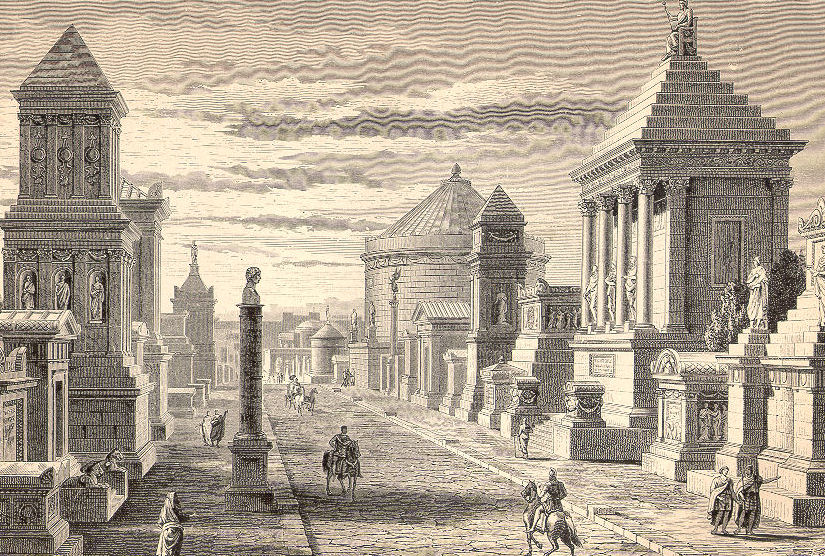
Basolato della via Appia Antica
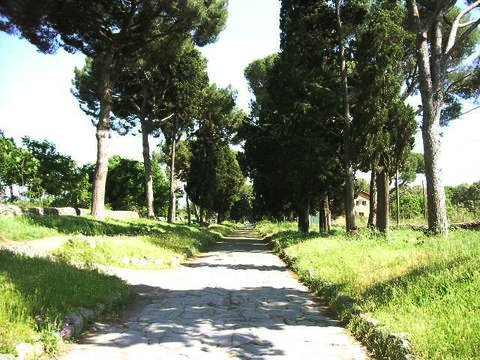
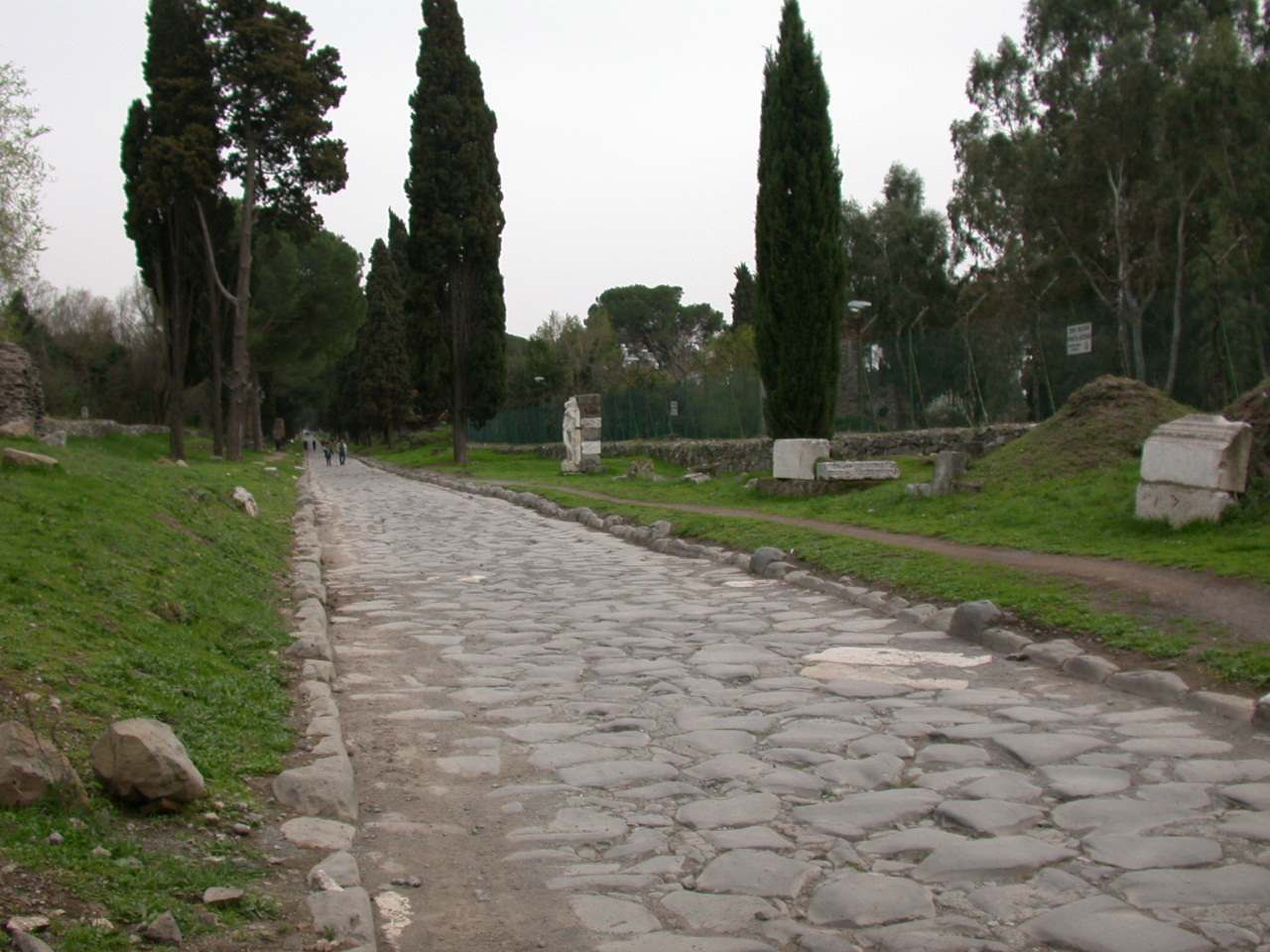
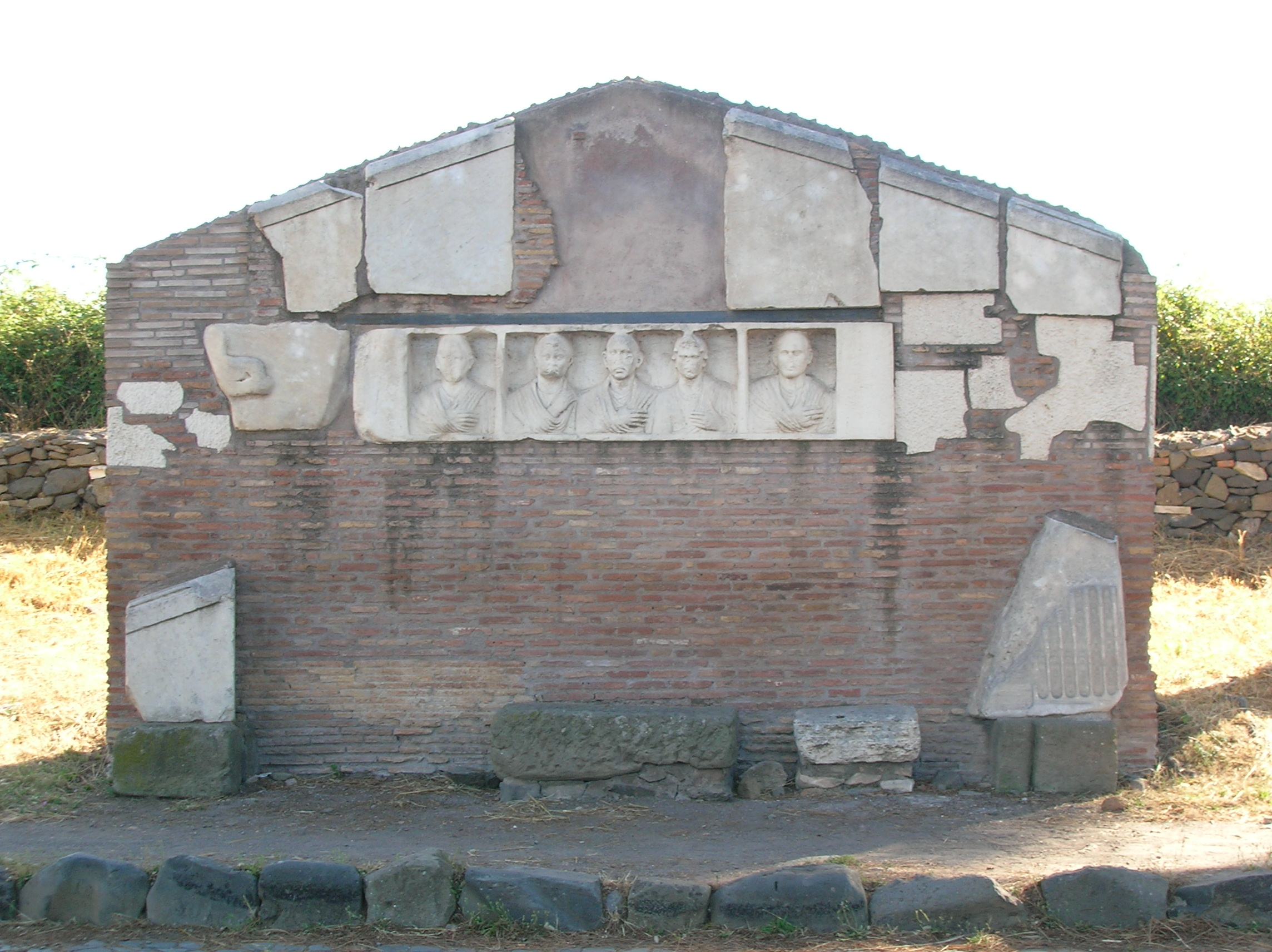
Sepolcro di Hilarus Fuscus
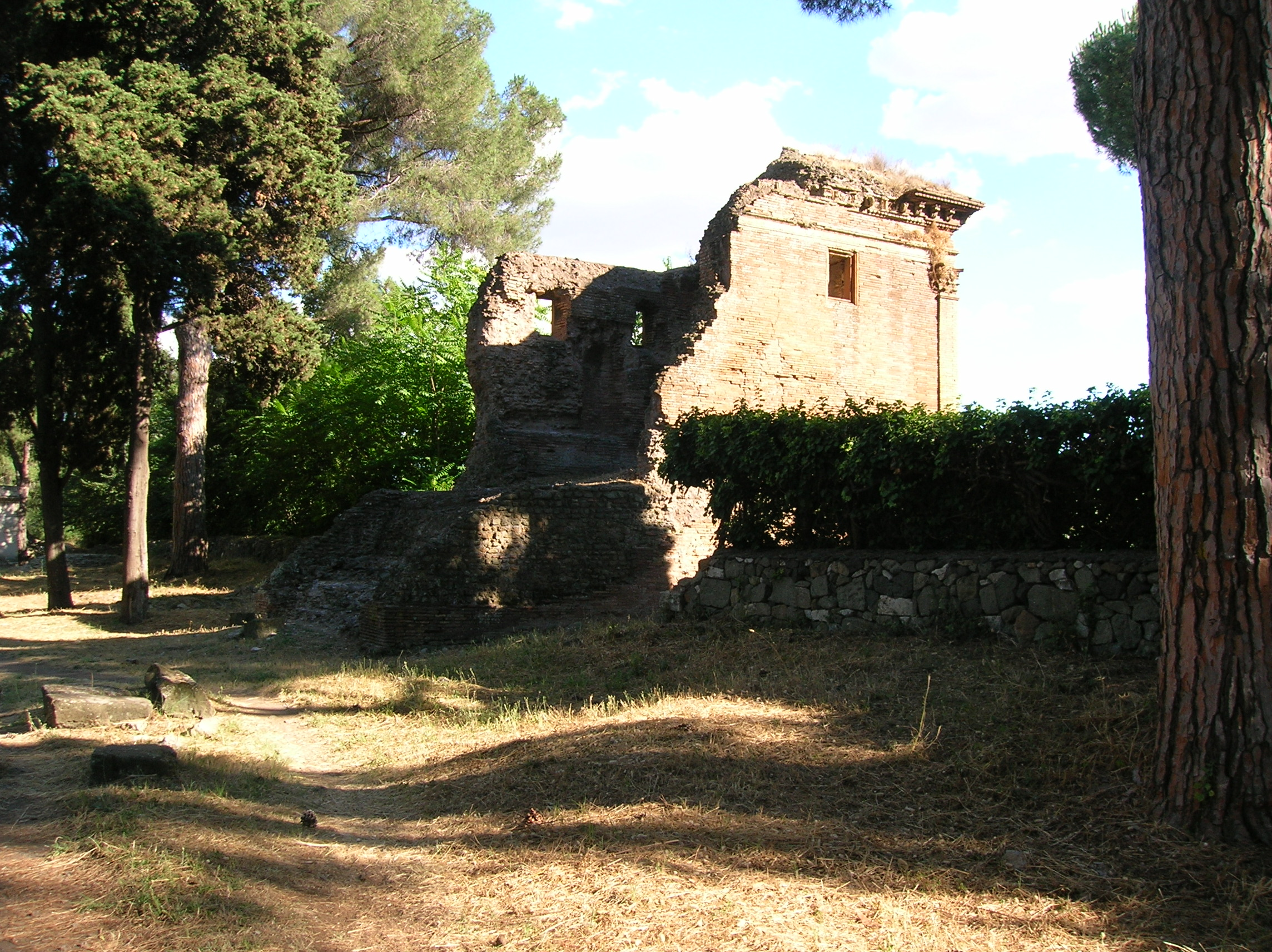
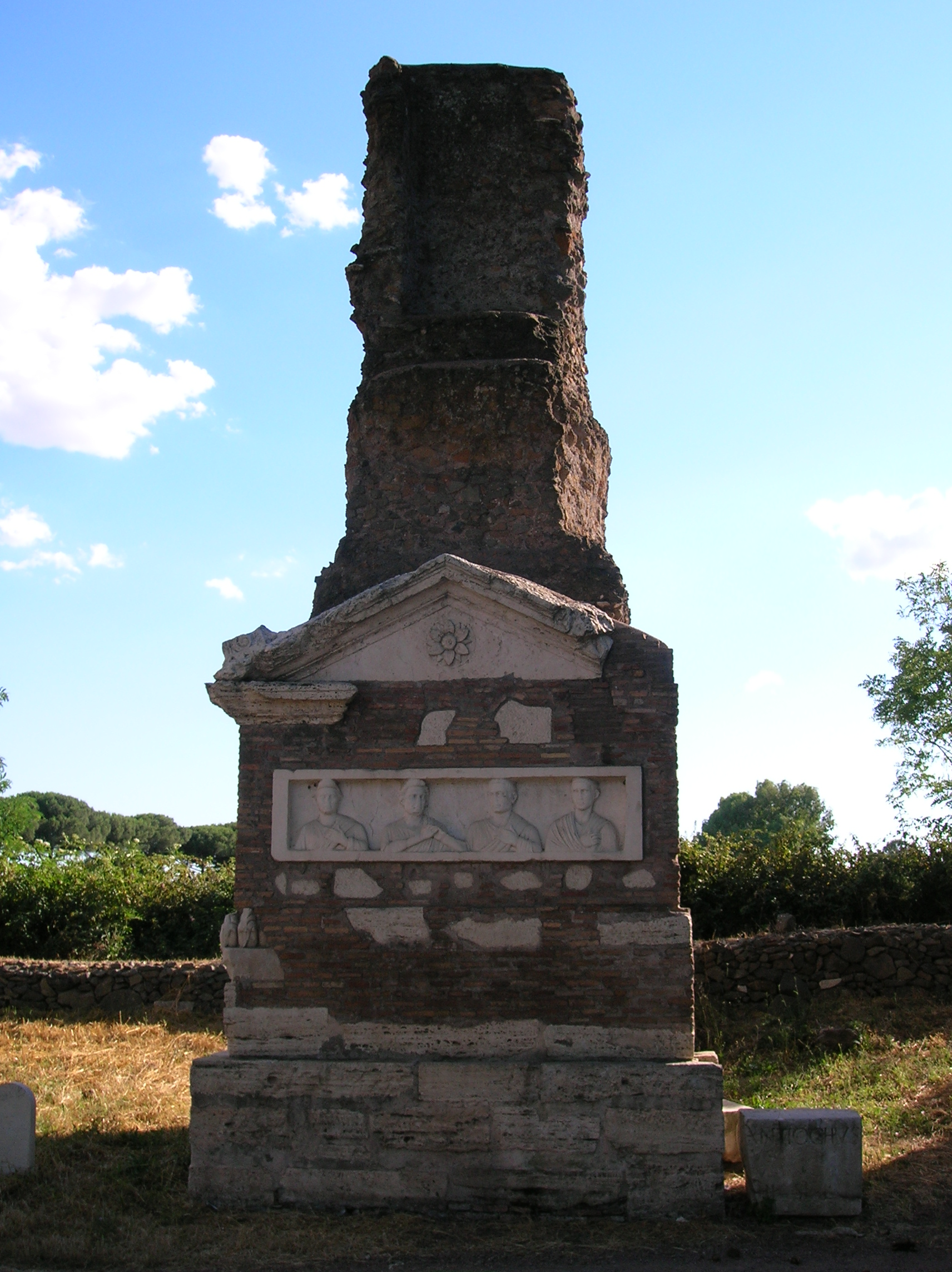
Tomba del frontespizio
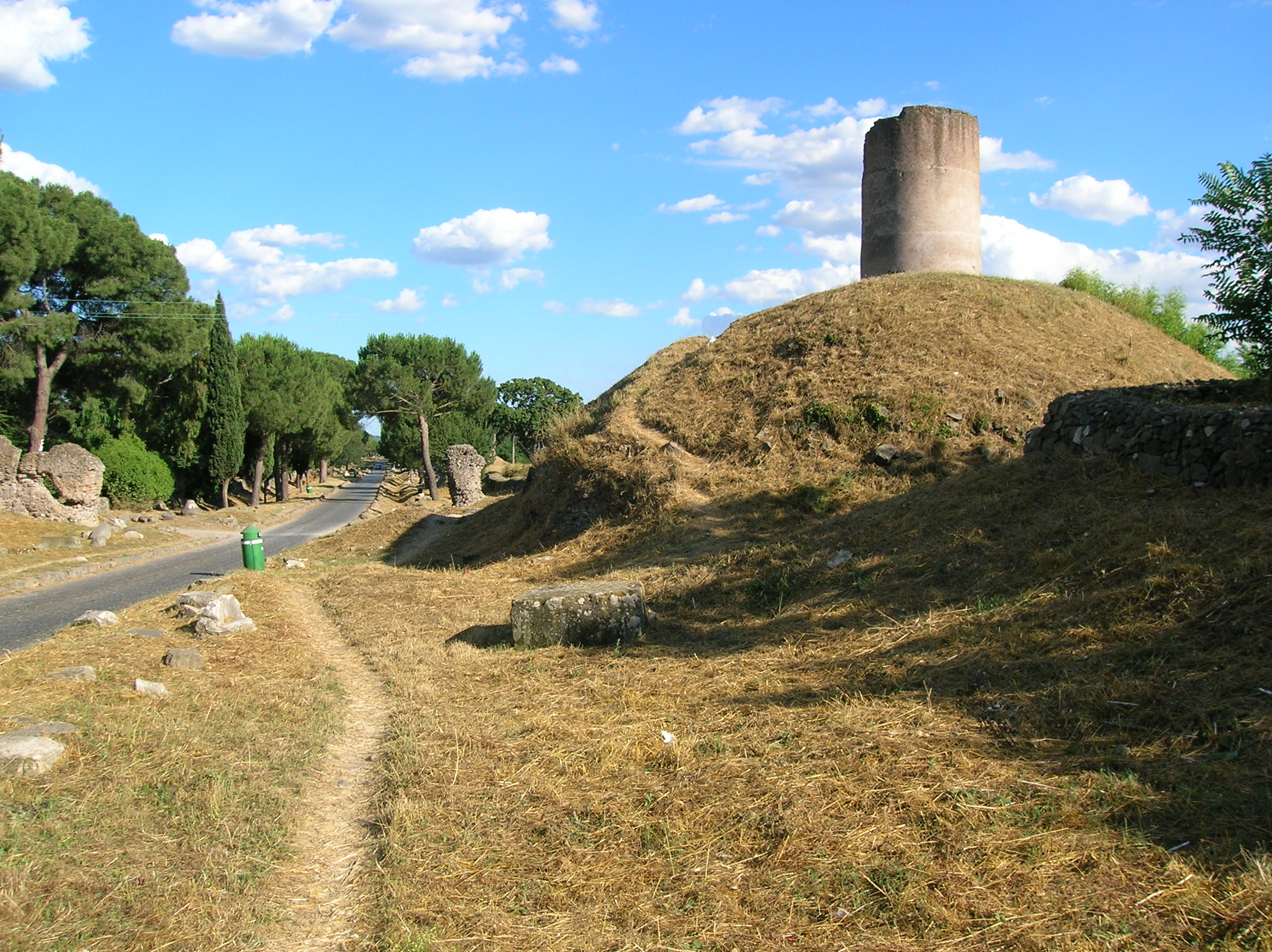
Il tumulo dei Curiazi
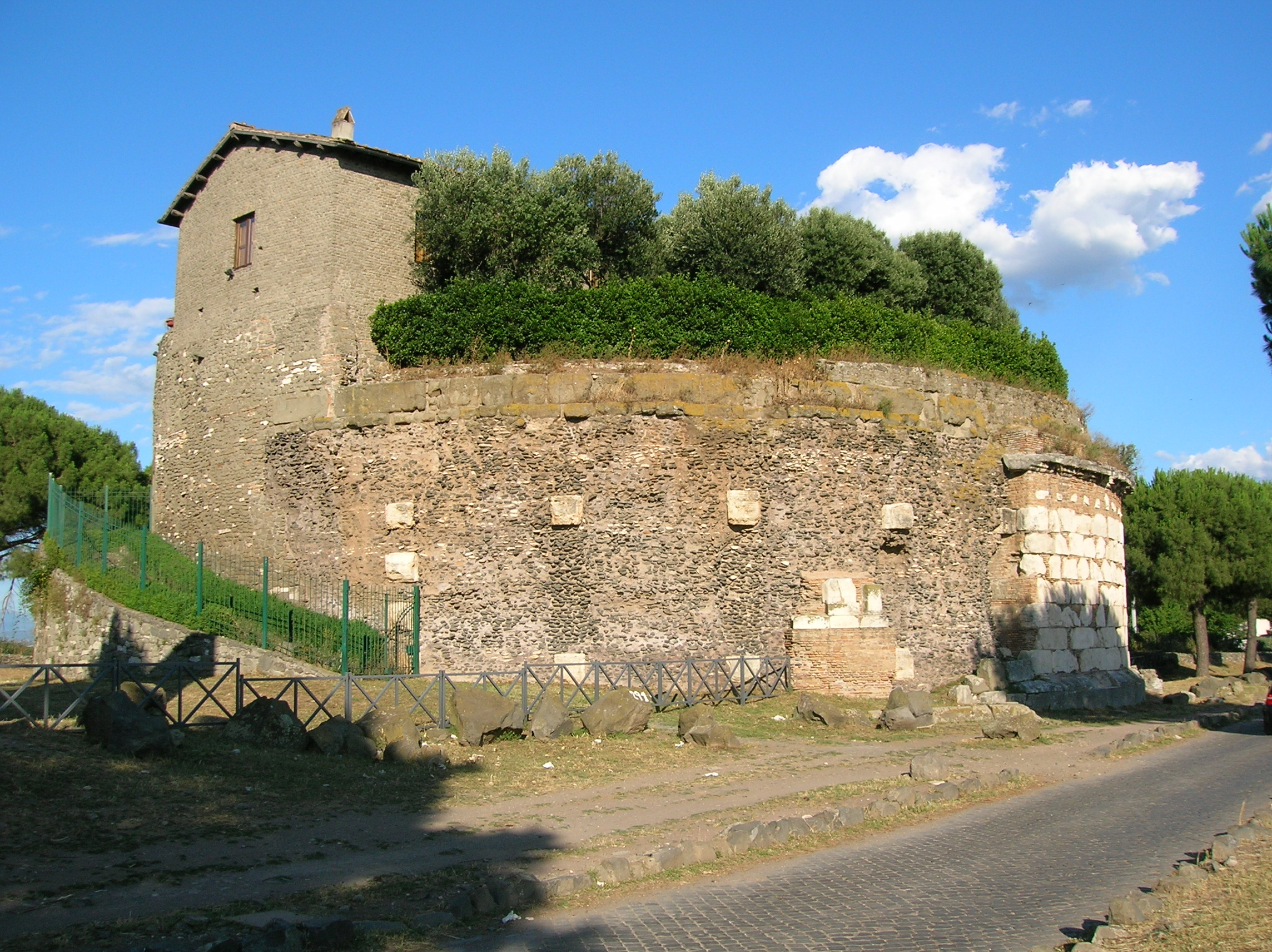
Casal Rotondo (casolare su mausoleo romano)
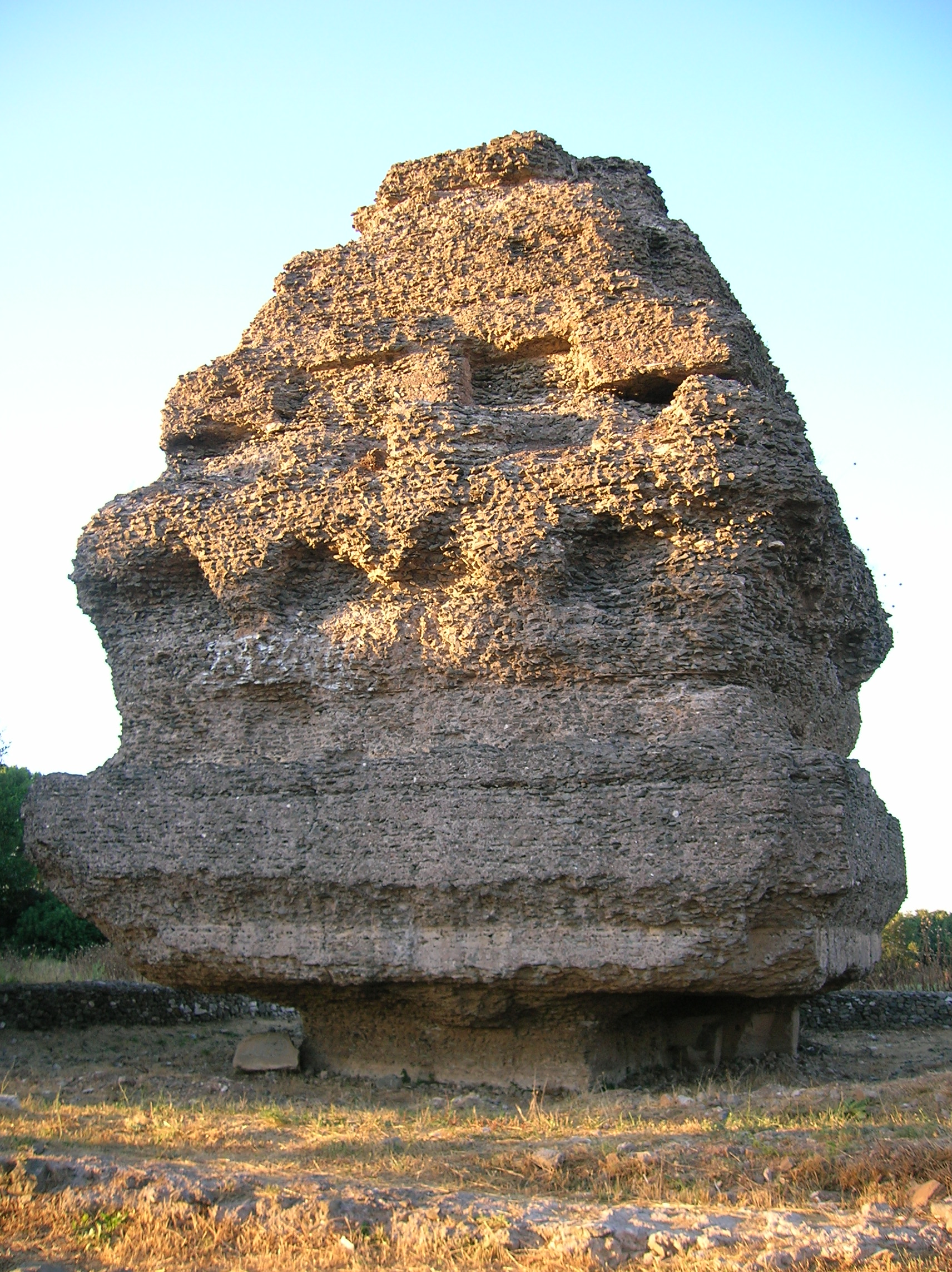
Mausoleo a piramide presso la Villa dei Quintili
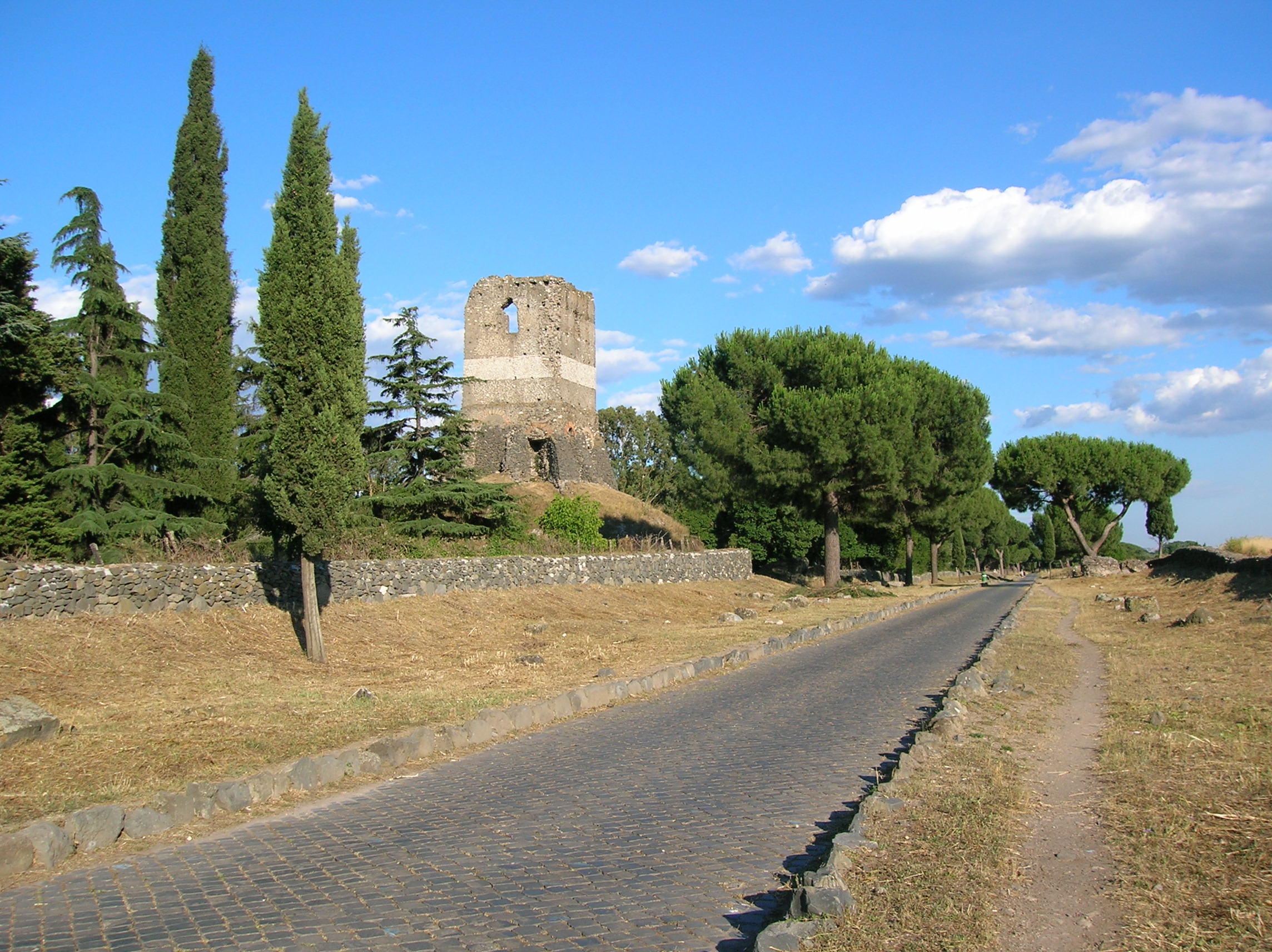
Sepolcro riutilizzato come torre di guardia nel Medioevo
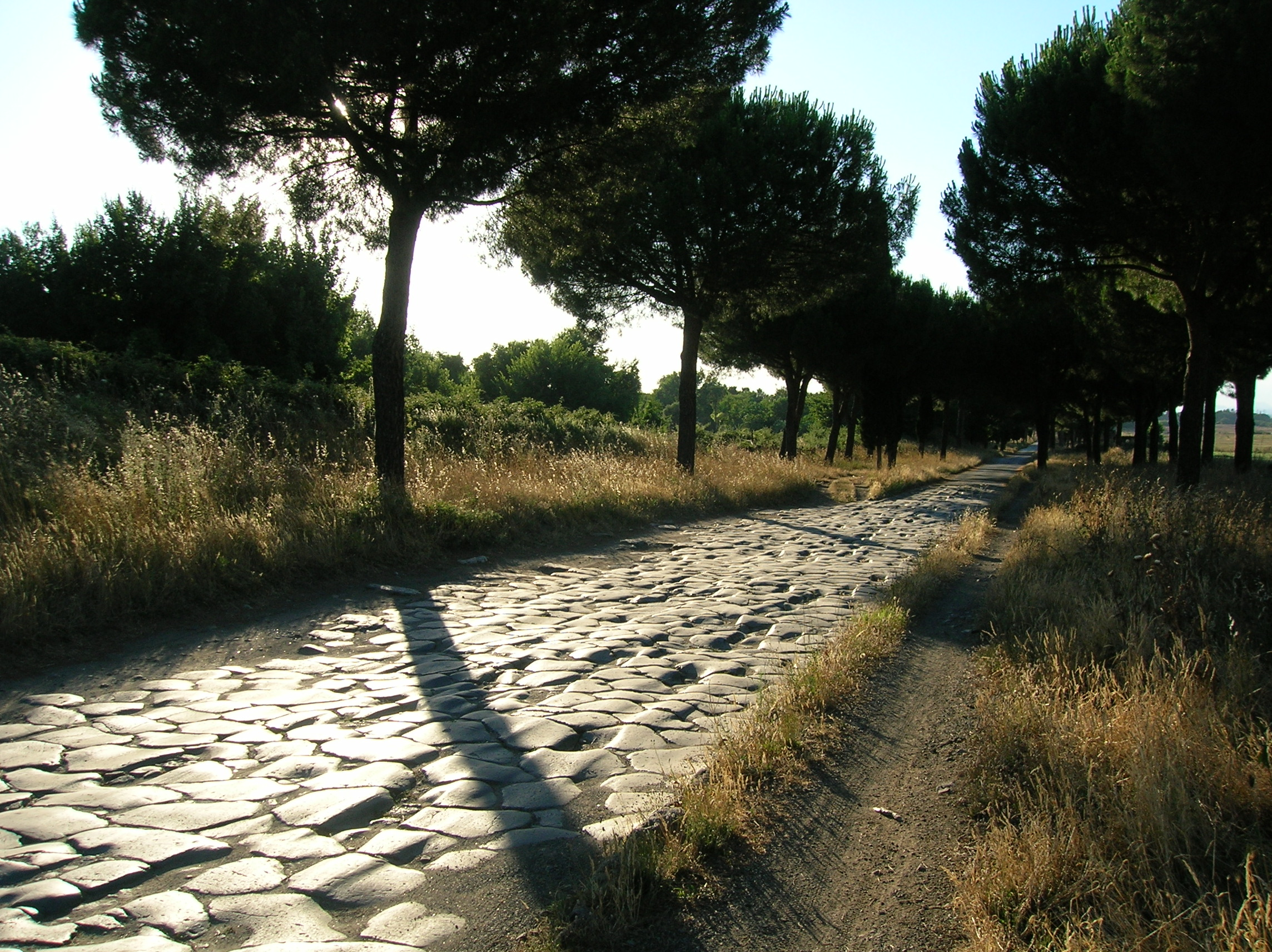
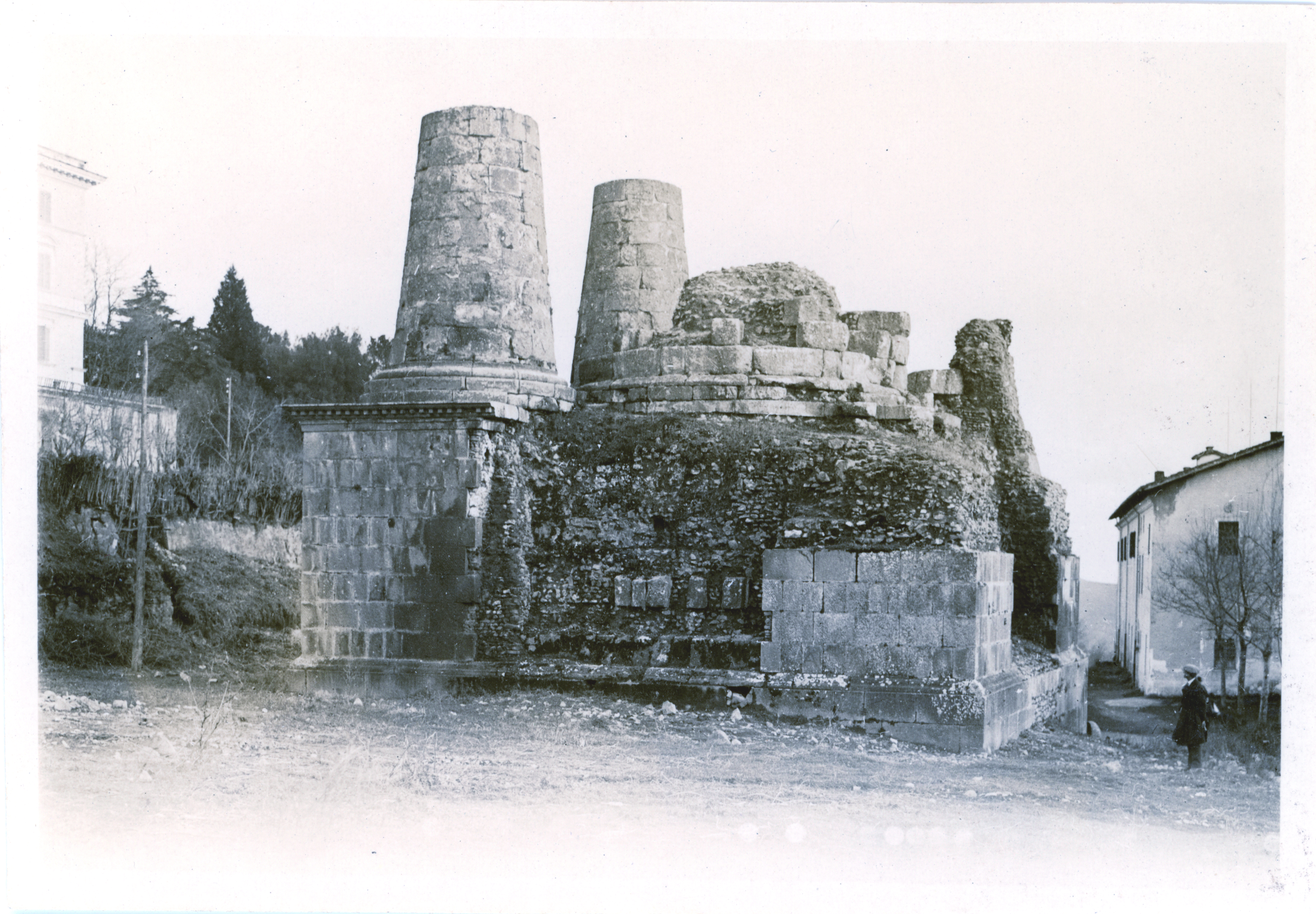
Sepolcro detto degli Orazi e Curiazi nel territorio di Albano Laziale
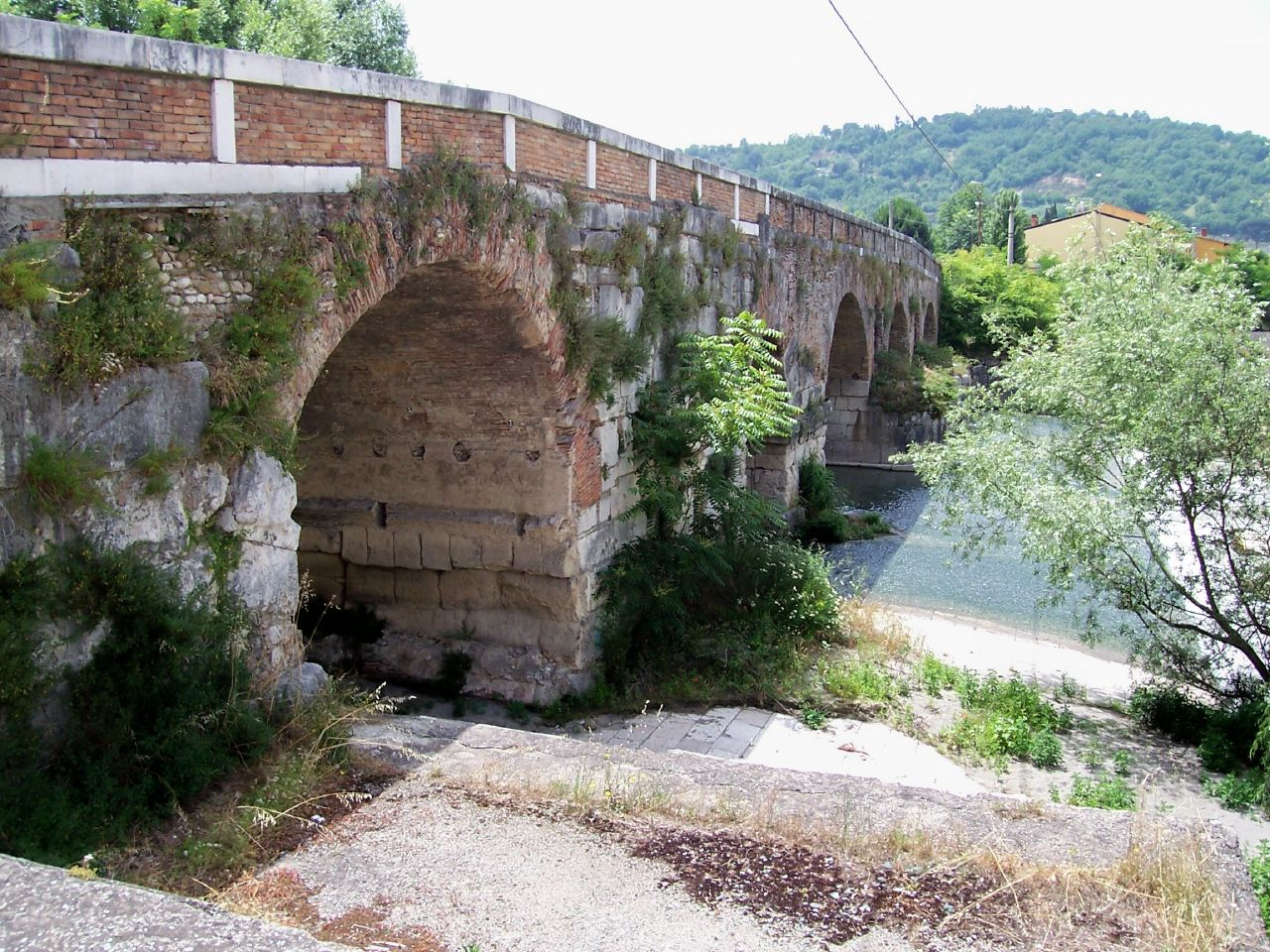
Ponte Leproso nel comune di Benevento
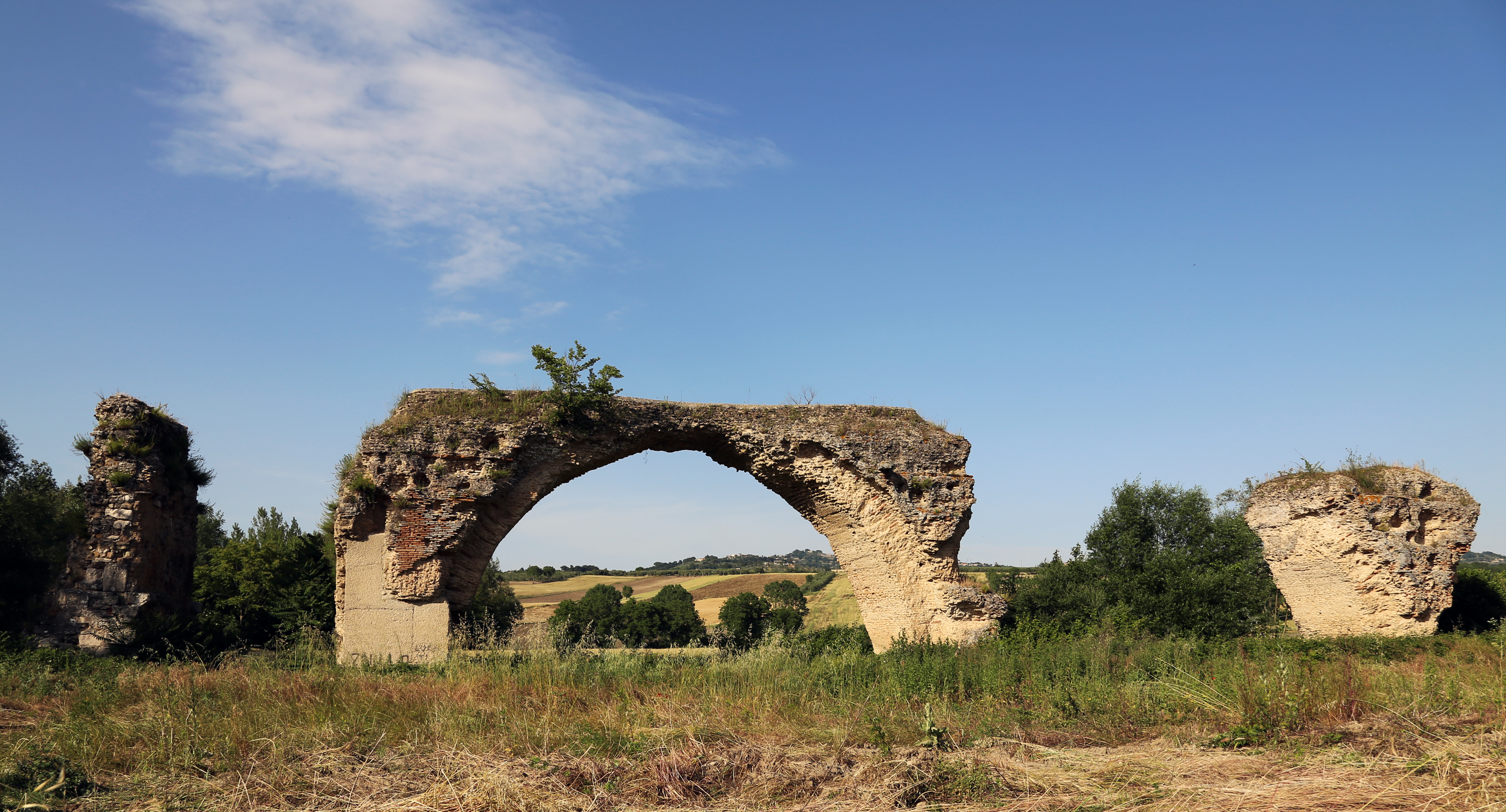
Ponte Appiano nel comune di Apice
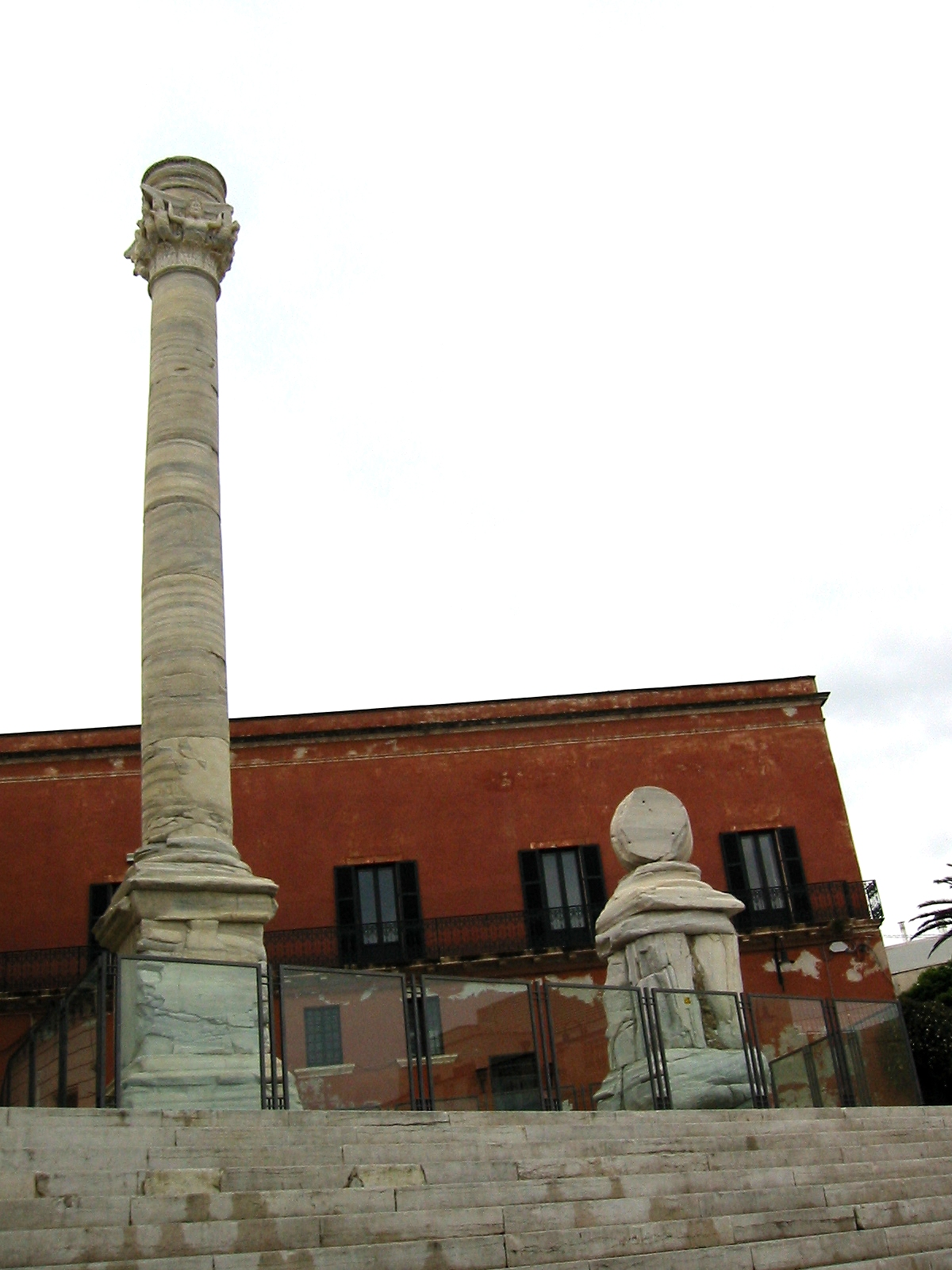
Le due colonne che attestano la fine della Via Appia al porto di Brindisi